# Iracemápolis
Iracemápolis là một đô thị ở bang São Paulo của Brasil. 
Đô thị này nằm ở vĩ độ 22º34'50" độ vĩ nam và kinh độ 47º31'07" độ vĩ tây, trên khu vực có độ cao 608 m. Dân số năm 2004 ước tính là 17.506 người.

## Thông tin nhân khẩu
Dữ liệu dân số theo điều tra dân số năm 2000
Tổng dân số: 21.555
- Dân số thành thị: 17.810
- Dân số nông thôn: 1.945
- Nam giới: 8.851
- Nữ giới: 19.704

Mật độ dân số (người/km²): 134,91
Tỷ lệ tử vong trẻ sơ sinh dưới 1 tuổi (trên một triệu người): 10,16
Tuổi thọ bình quân (tuổi): 74,61
Tỷ lệ sinh (số trẻ trên mỗi bà mẹ): 1,92
Tỷ lệ biết đọc biết viết: 93,68%
Chỉ số phát triển con người (HDI-M): 0,828
- Chỉ số phát triển con người - Thu nhập: 0,767
- Chỉ số phát triển con người - Tuổi thọ: 0,827
- Chỉ số phát triển con người - Giáo dục: 0,891

(Nguồn: IPEADATA)

## Các xa lộ
- SP-151
- SP-306
- SP-147

## Ligações Externas
- Trang mạng của đô thị
- Iracemápolis trên WikiMapia